# Pampliega (kommunhuvudort)
Pampliega är en kommunhuvudort i Spanien.   Den ligger i provinsen Provincia de Burgos och regionen Kastilien och Leon, i den norra delen av landet, 200 km norr om huvudstaden Madrid. Pampliega ligger 815 meter över havet och antalet invånare är 405.
Terrängen runt Pampliega är huvudsakligen platt, men norrut är den kuperad. Runt Pampliega är det mycket glesbefolkat, med 7 invånare per kvadratkilometer. Närmaste större samhälle är Castrogeriz, 15,5 km nordväst om Pampliega. Trakten runt Pampliega består till största delen av jordbruksmark.